# Schügerl Károly
Schügerl Károly (Karl Schügerl) (Sopron, 1927. június 22. – 2018. október 20.) németországi magyar vegyészmérnök, professor emeritus, az MTA tagja (k: 1995).

## Életpályája
1945–1949 között a Budapesti Műszaki Egyetem hallgatója volt. 1949–1952 között a Budapesti Műszaki Egyetem tanársegéde volt. 1952–1956 között a Szerves Vegyipari Kutatóintézet kutatómérnöke volt. 1957-ben a seelzei Riedel de Haen munkatársaként dolgozott. 1957–1959 között a Hannoveri Egyetemen tanult. 1960–1961 között a New York-i Egyetemen ösztöndíjas volt. 1961–1962 között a Princetoni Egyetem kutatómérnöke volt. 1963–1965 között a Hannoveri Egyetem kutatómérnöke és magántanára volt. 1964-ben magántanári habitációt szerzett. 1966–1969 között a Braunschweigi Műegyetem rendkívüli egyetemi tanára volt. 1969–1995 között a Hannoveri Egyetem egyetemi tanára a technikai kémia tanszékvezetője, és az intézet igazgatója volt. 1982–1986 között a Biotechnológiai Kutató Társaság Biomérnöki osztályának főosztályvezetője volt. 1990-től a Braunschweigi Tudományos Társaság tagja volt. 1991-ben a Budapesti Műszaki Egyetem díszdoktora lett. 1995-től professzor emeritus volt. 1995-ben a Magyar Tudományos Akadémia külső tagjává választották. 1995-ben nyugdíjba vonult.
Kutatási területe a kémiai reakció-technika magas hőmérsékletű fluidizációs reaktorokban és forgó kemencékben. 7 könyv, valamint 910 tudományos közlemény szerzője volt.

## Családja
Szülei: Schügerl Miklós és Heiszler Margit voltak. 1964-ben kötött házasságot. Három gyermeke született: Christine (1965), Sigrid (1966) és Gudrun (1968).

## Művei
- Bioreaction Engineering I.-III. (1985-1997)
- Solvent Extraction in Biotechnology (1994)
- Realtion between Morphology and Process Performance (1998)
- Influence of Stress on Cell Growth and Product Formation (2000)
- Bioreaction Engineering. Modelling and Control (2000)

## Díjai
- Dechema-érem (1997)